# Sadguris Moedani

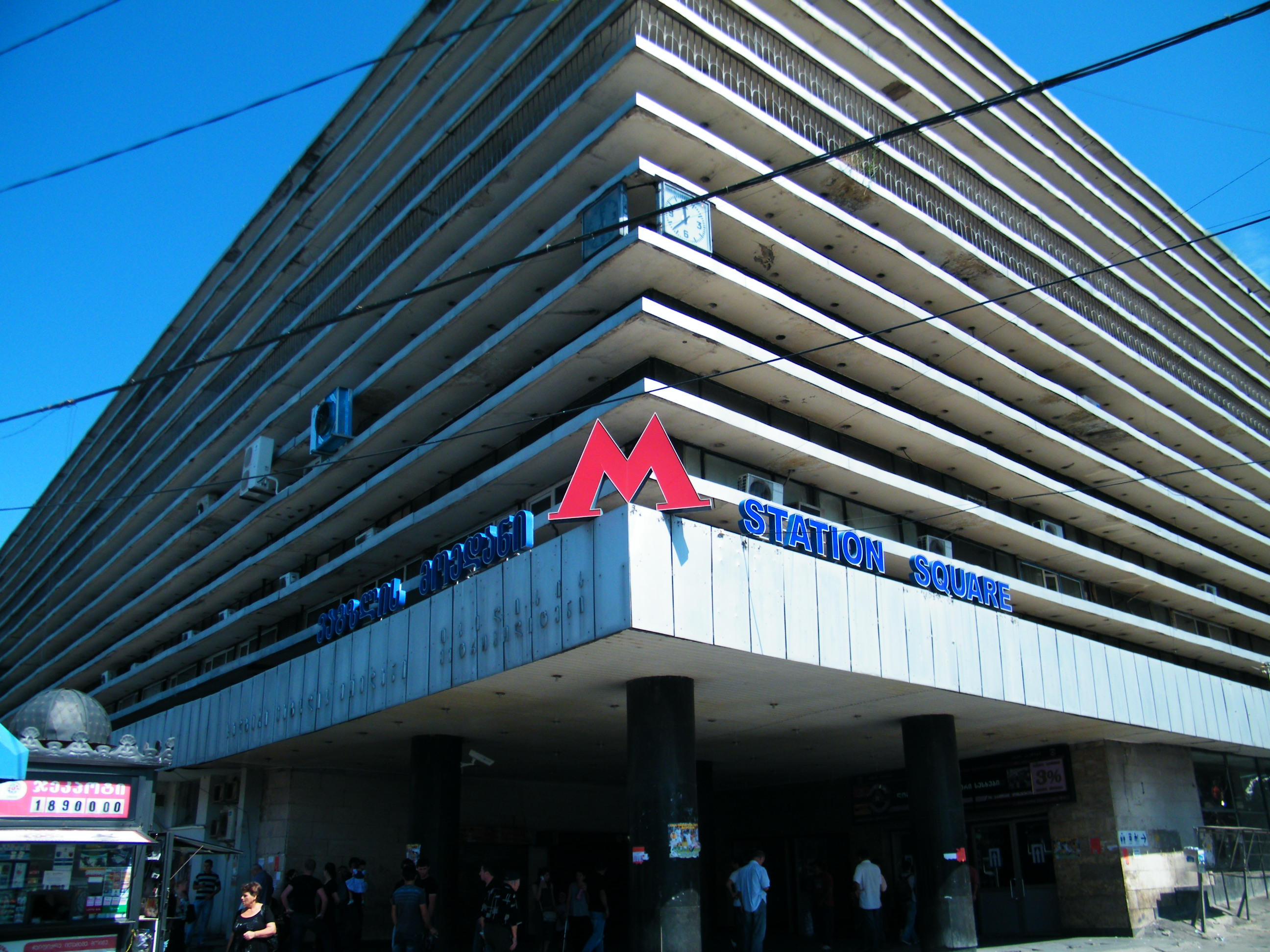
Der Eingang zum U-Bahnhof

Sadguris Moedani (georgisch სადგურის მოედანი „Bahnhofsplatz“) ist eine Station der Metro Tiflis. Sie ist der Kreuzungspunkt der Achmetelis-Teatri-Warketeli mit der Saburtalo-Linie.

## Sadguris Moedani-1
Die Station wurde 1967 als Wagsolski Ploscheds eröffnet. Seit der Eröffnung der Saburtalo-Linie (georgisch საბურთალოს ხაზი;  russisch Saburtalinskaja) 1979 existiert ein Übergang. Von der Station aus kann auch zum Tbilissis Zentraluri Sadguri („Zentralbahnhof Tiflis“) umgestiegen werden. Seit 1992 hieß die Station Wagslis Moedani-1. Im Mai 2011 wurde sie umbenannt, weil sich das russische Wort für Bahnhof („Woksal“) in dem Namen befand und man die russischen Wörter gegen georgische austauschte.

## Sadguris Moedani-2
Die Station wurde 1979 mit der Saburtalo-Linie als Sadguris Moedani-2 (georgisch სადგურის მოედანი 2) eröffnet.